# Teri Hope
Myrna Weber Mara Corday, Pat Sheehan
Teri Hope (née Natalie Hope Reisberg, 19 février 1938 - 26 septembre 2023) était une mannequin et actrice américaine. Elle a été la Playmate du mois du magazine Playboy pour le numéro de septembre 1958. Son dépliant central a été photographié par Don Bronstein et Mike Shea.

## Biographie
Teri est née le 19 février 1938 à Kittanning (Pennsylvanie). Elle a fréquenté l'institut Carnegie Tech à Pittsburgh, en Pennsylvanie,.
Alors qu'elle assistait à une soirée sur le thème de Playboy à la maison de la fraternité Beta Sigma Rho (maintenant fusionnée avec Pi Lambda Phi ), les membres du chapitre l'ont proclamée « Party Playmate » et ont proposé ses photos à Playboy accompagnées d'une lettre. Un entrefilet lui a été consacré dans le courrier des lecteurs (pages « Dear Playboy ») en Juillet 1958 avant qu'elle soit choisie comme Miss Septembre 1958.
Elle a continué à mener une modeste carrière d'actrice dans les années 1960, avec notamment des apparitions dans deux films d'Elvis Presley, Fun in Acapulco en 1963 et Roustabout en 1964.
Teri Hope est décédée à Albuquerque, Nouveau-Mexique, le 26 septembre 2023, à l'âge de 85 ans 

## Filmographie

### Cinéma
- Soirée pyjama (1964) [1]
- Roustabout (1964) (non-créditée) en tant qu'étudiante
- S'amuser à Acapulco (1963) en tant que Janie Harkins
- Gypsy (1962) (non-créditée) [1]
- Force d'impulsion (1961) dans le rôle de Bunny Reese [2],[3]

### Télévision
- Hennesey - "The Best Man" (1962) (créditée sous le nom de Terry Hope) en tant qu'infirmière [1]
- Le spectacle de Gertrude Berg [1]
  - "Dad's Day" (29/03/1962) (créditée sous le nom de Terry Hope) dans le rôle de Susan
  - "Au revoir, M. Howell" (15/02/1962) (créditée sous le nom de Teri Hope) dans le rôle de Susan